# 진주 배영초등학교 구 본관
진주 배영초등학교 구 본관은 대한민국 경상남도 진주시, 배영초등학교에 있는 건축물이다. 2013년 12월 20일 대한민국의 국가등록문화재 제582호로 지정되었다.

## 개요
배영초등학교 본관은 진주공립심상소학교 교사로, 전체적으로 중앙 현관을 기점으로 대칭을 이루고 있고 처마 지붕 아래 돌림띠의 수평적 요소와 세로로 긴 창과 굴뚝의 수직적 요소를 통해 근대적 조형성을 표현하고 있는 등 진주에 남아있는 가장 오래된 초등학교교사 건물로써 가치가 있다.

## 같이 보기
- 배영초등학교 (경남)

## 참고 자료
- 진주 배영초등학교 구 본관 - 국가유산청 국가유산포털